# Keith Baker (autore di giochi)
Keith Baker (7 luglio 1969) è un autore di giochi e scrittore statunitense.

## Biografia
Baker ha cominciato a giocare a giochi di ruolo intorno ai dieci anni cominciando con Dungeons & Dragons e provando altri regolamenti, tra cui Hero System e Over the Edge. Nel 1994, terminato il college, iniziò a lavorare nel campo dei videogiochi per la Magnet Interactive Studio, che lasciò nel 1996 per trasferirsi alla VR1, dove fu il capoprogetto di VR1 Crossroad, un MUD testuale, e successivamente di Lost Continents, un MMORPG basato sulle storie pulp.
A partire dal 2001 iniziò a lavorare come freelance nei giochi di ruolo collaborando per Atlas Games, Goodman Games e Green Ronin Publishing, sviluppando prodotti per il d20 System Nel 2002 partecipò al concorso della Wizards of the Coast per sviluppare una nuova ambientazione per Dungeons & Dragons e la sua proposta, Eberron, che miscelava fantasy, pulp e steampunk fu scelta come vincitrice su oltre 11.000 partecipanti. La Wizard of the Coast pubblicò la nuova ambientazione, come Eberron Campaign Setting nel 2004 dopo che questa fu completamente sviluppata da Baker insieme a James Wyatt e Bill Slavicsek. Scrisse inoltre due trilogie ambientate nel mondo di Eberron.
Nel 2004 sviluppò il gioco di carte Gloom per la Atlas Games. Il gioco ha un'ambientazione gotica e utilizza delle carte speciali con trasparenze che permettono di vedere le carte sottostanti.
Baker ha vinto due volte l'Origins Award, il primo per lo sviluppo del miglior supplemento per un gioco di ruolo del 2004, come parte del team che sviluppò Eberron e il secondo l'anno successivo per il miglior gioco di carte del 2005 per Gloom.

## Opere

### Giochi
- Eberron
  - con Bill Slavicsek e James Wyatt, Eberron Campaign Setting, Wizards of the Coast, 2004
  - con James Wyatt, Sharn: City of Towers, Wizards of the Coast, 2004
  - con Jesse Decker, Matthew Sernett e Gwendolyn F.M. Kestrel Races of Eberron, Wizards of the Coast, 2005
  - con James Wyatt, Luke Johnson e Stan!, Player's Guide to Eberron, Wizards of the Coast, 2006
  - con Jason Buhlman e Amber Scott, Secrets of Xen'drik, Wizards of the Coast, 2006
  - con Michelle Lyons e C.A. Suleiman, Dragonmarked, Wizards of the Coast, 2006
  - con Scott Fitzgerald Gray, Glenn McDonald, e Chris Sims, Secrets of Sarlona, Wizards of the Coast, 2007
  - con Scott Fitzgerald Gray, Nicolas Logue e Amber Scott, Dragons of Eberron, Wizards of the Coast, 2007
  - con Nicolas Logue, James "Grim" Desborough, and C.A. Suleiman, City of Stormreach, Wizards of the Coast, 2008
  - con James Wyatt, Eberron Campaign Guide, Wizards of the Coast, 2009
  - Shadows of the Last War, Wizards of the Coast, 2004
  - Khyber's Harvest, Wizards of the Coast, 2009. Avventura distribuita gratuitamente per il Free RPG Day 2009
- Altre
  - The Ebon Mirror, Atlas Games, 2002
  - The Complete Guide to Wererats, Goodman Games, 2003
  - con Neal Gamache e Matt Sprengeler, The Complete Guide to Beholders, Goodman Games, 2003
  - con Graeme Davis, The Creatures of Freeport, Green Ronin Publishing, 2004
  - Crime & Punishment: The Player's Sourcebook of the Law, Atlas Games, 2003. Vincitore dell'ENnie nel 2004 per il miglior supplemento d20 System[8],
  - con Will Hindmarch, Friends of the Dragon, Atlas Games, 2004. Supplemento per Feng Shui
  - The Complete Guide to Doppelgangers, Goodman Games, 2007

### Romanzi
- Dreaming Dark
  - La città delle torri (The City of Towers), 2005
  - The Shattered Land, 2006
  - The Gates of Night, 2006
- Thorn of Breland
  - The Queen of Stone, 2008
  - Son of Khyber , 2009
  - The Fading Dream, 2010
- Racconti brevi
  - Death at Whitehearth in Tales of the Last War, 2006
  - Principles of Fire, in Dragons: Worlds Afire, 2006
  - Shadows of Stormreach, storia a puntate online.
  - ...And Weave The Spider's Web in Foreshadows: The Ghosts of Zero, 2012

### Fumetti
- Eberron: Eye of the Wolf, disegnato da Chris Lie, 2006